# Muzaffar ul-Mulk
Muzaffar ul-Mulk (Chitral, 6 ottobre 1901 – Chitral, 12 gennaio 1949) è stato un principe indiano.
È stato Mehtar di Chitral dal 1943 al 1949. Prese l'importante decisione di far entrare lo stato di Chitral nel Pakistan nel 1947. Inviò il proprio esercito a Gilgit nell'agosto del 1947 per assicurare la regione al Pakistan.

## Biografia

### I primi anni
Muzaffar ul-Mulk nacque il 6 ottobre 1901, figlio secondogenito del mehtar Shuja ul-Mulk. Venne dato a balia e trascorse con quelle persone i primi anni della sua infanzia, lontano dalla corte. Poi fu educato all'Islamia College di Peshawar, dove si diplomò. Durante la terza guerra anglo-afghana del 1919 prestò servizio nelle Chitral State Bodyguards, sotto il comando di suo fratello Nasir ul-Mulk, nelle operazioni contro gli afghani e a fianco degli inglesi. Nel 1924 fece ritorno a Chitral e divenne primo segretario di suo padre, il mehtar Shuja ul-Mulk. Nel 1930 fu nominato amministratore della regione di Torkhow col titolo di governatore. Nel 1939 accompagnò Nasir ul-Mulk nel suo pellegrinaggio a La Mecca. In quel periodo Muzaffar venne formato in vista della sua ascesa al trono come mehtar, cosa che avvenne poi nel 1943.
Il 29 luglio 1943 il mehtar Nasir ul-Mulk morì di infarto. Poiché il methar scomparso aveva avuto due figlie ma nessun maschio, il trono passò a Muzaffar ul-Mulk, suo fratello minore. L'agente politico britannico nel Malakand si recò a Chitral e formalmente riconobbe Muzaffar quale nuovo sovrano locale.

### Il regno
Dopo la sua ascesa al trono, Muzaffar ul-Mulk avviò un'operazione per sostituire completamente l'amministrazione esistente con uomini di sua fiducia. Stabilì la separazione degli uffici tra quello di visir e degli altri ministri di stato, così da poter meglio gestire il regno. Nel gennaio del 1944, il governo britannico donò a Muzaffar ul-Mulk quattro grandi cannoni e 106 fucili Martini–Henry.
La salute di Muzaffar cominciò ad avere problemi, e nel maggio del 1946 gli venne diagnosticato il diabete. Ne risentì anche la sua capacità amministrativa, che divenne gradualmente sempre meno operativa. All'inizio del 1947 ci furono delle proteste su vasta scala in tutto il paese,  che spinsero l'agente britannico a Malakand a andare a Chitral per persuadere il mehtar a far dimettere alcuni dei suoi uomini di fiducia la cui negligenza aveva compromesso lo stato. Alcune di queste richieste vennero accolte e le proteste in parte si placarono.
All'inizio del 1947 era chiaro che gli inglesi in breve tempo avrebbero abbandonato l'India ed avrebbero lasciato emergere due stati indipendenti, l'India ed il Pakistan. Conscio di ciò, Muzaffar ul-Mulk inviò un proprio delegato da Muhammad Ali Jinnah per rassicurarlo del suo appoggio alla causa del Pakistan. Muzaffar depositò inoltre 40.000 rupie nel Mr Jinnahs Pakistan Fund.
Nel maggio del 1947 il segretario indiano per la frontiera e gli affari tribali si recò in visita a Chitral. Muzaffar ul-Mulk lo incontrò e gli spiegò la sua volontà di entrare a far parte del dominion del Pakistan. Chitral divenne il primo stato principesco dell'ex India britannica ad annunciare pubblicamente il suo ingresso a far parte del Pakistan. La firma dell'Instrument of Accession avvenne nel novembre del 1947. Chitral divenne quindi parte del Pakistan e una monarchia costituzionale.
Nel frattempo, si stava delineando l'intenzione del maharaja del Kashmir di passare all'India. Poiché sarebbe stato considerato un tradimento dalla maggior parte della popolazione mussulmana dello stato, Muzaffar telegrafò al maharaja Hari Singh per cercare di dissuaderlo, avvertendolo che una tale presa di posizione lo avrebbe costretto ad intervenire militarmente contro di lui.
Con l'appoggio di Muzaffar ul-Mulk, molti mujaidin lasciarono Chitral per combattere la loro jihad nel Kashmir ed il conflitto si allargò a vista d'occhio. Gli jihadisti vennero seguiti dalle Chitral Bodyguard e dai Chitral Scouts guidati rispettivamente da Mata ul-Mulk e da Burhan-ud-Din. Le forze di Chitral combatterono per quattro mesi ponendo assedio a Skardu e tornando vittoriose in patria.

### La morte
Il 12 gennaio 1949, Muzaffar ul-Mulk si ammalò e morì. Gli successe suo figlio primogenito, Saif-ur-Rehman as Mehtar.